# Hans Kruiswijk
Reyer Hans Kruiswijk (Soest, 11 juni 1949) is een journalist, columnist en dorpshistoricus van Soest in de provincie Utrecht. Hij neemt deel in verscheidene projecten op het gebied van cultureel erfgoed. Na een bestuursfunctie is Kruiswijk vrijwilliger van de Historische Vereniging Soest en werkt als dorpsgids en verteller bij lezingen over de historie van Soest.

## Onderwijs
Kruiswijk ging na de Jacob van Campen-ULO naar de Pedagogische Academie in Amersfoort. Na zijn loopbaan in het basisonderwijs werd hij leraar biologie en Nederlands in het voortgezet onderwijs, schooldecaan, conrector en waarnemend rector. Voor het onderwijs houdt hij de gastlessen Van Dassenburcht tot Luchtkasteel over Laag Hees dat vroeger behoorde tot het landgoed Pijnenburg. De buitenlessen zijn gerelateerd aan de speciale uitgave van Van Zoys tot Soest: Laag Hees (v)erkend.

## Schrijver
Na zijn werk in het onderwijs werd Kruiswijk in 1998 actief als schrijver, journalist, fotograaf en columnist. In 2002 verscheen zijn eerste werk over het boerenleven in en rond Soest: De duiven kennen het koren niet meer. 
In 2012 volgde van zijn hand In het Gagelgat, over het rijksmonument Het Gagelgat in de buurtschap De Birkt tussen Soest en Amersfoort waar al sinds 1712 geboerd werd. Deze boerderij werd geheel gerestaureerd door Stichting De Paardenkamp.
Van 2000 tot 2013 verschenen zijn wekelijkse columns in Soest Nu. Ook op vele andere plaatsen verschijnen zijn publicaties over de Soester historie.

## Auteur
- Het Gagelgat: Door de eeuwen heen. Soest : Stichting De Paardenkamp (2012, ISBN 9789491029042)
- Soest, Baarn en Eemnes - 75 jaar Rotary, (2006, ISBN 9074344224)
- Een jaar op de Neng - uitgave werkgroep Behoud de Zuidereng, (2004, ISBN 90-809011-1-3)
- De duiven kennen het koren niet meer - feiten en verhalen uit het boerenleven van Soest en Baarn (2002, ISBN 90 77112 02 2 )

Co-auteur
- Stichting Derde Wereldgroep Soest 25 jaar: 1983-2008, (2008)
- Het moest leuk toeven zijn in Soest - 100 JAAR VVV Soest Vooruit een impressie - themanummer 'Van Zoys tot Soest' van de Historische Vereniging Soest, (2006).
- Utrechtse Bosbrandweer Vereniging, 75 jaar paraat: 1930-2005, (2005)
- Er gaat geen wind meer verloren: fotoverslag van de bouw en opening van stellingkorenmolen de De Windhond te Soest met Jaap van den Broek

Publicaties (selectie)
- Interactieve Wandelkaart Slangenbosje en Wandelkaart Soestdijk (2014).
- Waterspetters, donkere dagen in het oude Soest (2013, artikel)
- Koetskrant Restauratie Utrechtse Tentwagen, (2010)
- Lieu de Memoire Koningin Emma - artikel Tussen Vecht en Eem (2009)
- Straatpraat: Soest en Soesterberg, over Soest toen en nu - bundeling columns voor Soest Nu (2008)
- Fietstocht Baarn en Fietstocht Soest, (2006)
- Open Monumentendag - brochures (2005, 2007 en 2013)
- Soest in Jaartallen - Calendarium (2004/2005)
- Laag Hees (v)erkend - Historische Vereniging Soest (2004)
- Ver van het gewoel der wereld: een impressie van het landgoed Pijnenburg, (2001)
- Dorpswandelingen Soest: de Eng, Kerkebuurt, Soest-Noord, (2000)

- International Standard Name Identifier: 0000 0003 8744 6744
- Nederlandse Thesaurus van Auteursnamen: 241260817
- Virtual International Authority File: 280438837
- WorldCat: E39PBJtX8YY4YjDMpJV6pGB773